# Sir Lowry's Pass, Wes-Kaap
Sir Lowry's Pass este un oraș din provincia Wes-Kaap, Africa de Sud, situat în apropiere de trecătoarea Sir Lowry's Pass.